# Kochiomyia lanugiviva
Kochiomyia lanugiviva är en tvåvingeart som först beskrevs av Marikovskij 1957.  Kochiomyia lanugiviva ingår i släktet Kochiomyia och familjen gallmyggor.
Artens utbredningsområde är Turkmenistan. Inga underarter finns listade i Catalogue of Life.